# Stella Maria Rodrigues
Stella Maria Rodrigues (Rio de Janeiro, 1 de outubro de 1966) é uma atriz, cantora e produtora brasileira.

## Biografia
Stella é atriz, cantora, diretora e aurtora com 40 anos de carreira. Formada pelo Centro de Artes Calouste Gulbenkien, tem uma vasta e prestigiada carreira nos palcos brasileiros.
Dentre os inúmeros espetáculos que a atriz participou, destacam-se: O Abre Alas- 150 anos de Chiquinha Gonzaga, Cole Porter, ele nunca disse que me amava, Suburbano Coração, A Ópera do malandro, A Presença de Guedes direção de Irene Ravache e Toilete de Walcyr Carrasco.
Em 1997 obteve destaque na telenovela Por Amor, de Manoel Carlos, onde deu vida à Zilá, a empregada da casa da grande vilã da trama, Branca, interpretada por Susana Vieira. Seu personagem fez sucesso com as cenas cômicas ao lado de Susana. No mesmo ano protagonizou a peça Uma Professora Maluquinha, sua atuação lhe rendeu uma indicação de melhor atriz no Troféu Mambembe.
Entre 2017 e 2019 protagonizou o espetáculo musical "Emilinha", onde deu vida à cantora Emilinha Borba. O espetáculo fez muito sucesso e rendeu à atriz diversas indicações a prêmios importantes do teatro brasileiro.
Recentemente, esteve em cartaz com O Rei do Rock – O Musical (dir. João Fonseca) e, estará em Migrantes, de Matei Visniec, com direção de Rodrigo França.

## Filmografia

### Televisão
| Ano  | Título                                         | Papel                              | Notas                                                                         |
| ---- | ---------------------------------------------- | ---------------------------------- | ----------------------------------------------------------------------------- |
| 1996 | Chico Total                                    | Várias personagens                 |                                                                               |
| 1996 | Salsa e Merengue                               | Luzia                              |                                                                               |
| 1997 | Por Amor                                       | Zilá                               |                                                                               |
| 1999 | Chiquinha Gonzaga                              | Geneviève                          |                                                                               |
| 2004 | Sítio do Picapau Amarelo                       | Elvira                             | Temporada 4                                                                   |
| 2006 | Sob Nova Direção                               | Diretora do "GA" Grávidas Anônimas | Episódio: "Grávidas Anônimas"                                                 |
| 2008 | Toma Lá, Dá Cá                                 | Juíza Rosiclair Pangotti           | Episódio: "Adivinha Quem Veio Para Mamar"                                     |
| 2010 | A Vida Alheia                                  |                                    | Episódio: "A Luz que Não se Apaga"                                            |
| 2010 | A Grande Família                               | Jacira                             | Episódio: "As Fiscais do Mendonça"                                            |
| 2011 | Insensato Coração                              | Promotora                          | Episódios: "27–28 de julho"                                                   |
| 2012 | Malhação Conectados                            | Teresa                             | Participação                                                                  |
| 2012 | A Grande Família                               | Jacira                             | Episódio: "Crueldade é Apelido"                                               |
| 2013 | Pé na Cova                                     | Dona Almira                        | Episódio: "Toma que o Defunto é Teu"                                          |
| 2013 | Joia Rara                                      | Marlene                            |                                                                               |
| 2014 | Trair e Coçar É só Começar                     | Merilú                             | Episódio: "A Separação"                                                       |
| 2015 | Acredita na Peruca                             | Lilibete de Alcântara              | Episódio: "Elementar, Meu Caro"                                               |
| 2015 | Os Homens São de Marte...e é pra lá que eu vou | Magali                             | Episódio: "Eu Quero"                                                          |
| 2015 | Sete Vidas                                     | Mariinha                           |                                                                               |
| 2016 | Procurando Casseta & Planeta                   | Solange                            | Episódios: "Na Fossa" "Desencontro Marcado" "Kendrya Com Ky" "Acabou-se Tudo" |
| 2017 | Sol Nascente                                   | Repórter                           | Episódio: "6 de março"                                                        |
| 2017 | Planeta B                                      | Madalena Peixoto                   | Episódio: "Vão-Se Os Dados, Ficam Os Anéis"                                   |
| 2017 | Novo Mundo                                     | Mercedes                           |                                                                               |
| 2022 | Cara e Coragem                                 | Nadir Lima                         |                                                                               |
| 2023 | American Gril from Ipanema                     | Madeleine                          | Episódio Piloto                                                               |

### Cinema
| Ano  | Título                 | Papel   |
| ---- | ---------------------- | ------- |
| 2017 | Um Tio Quase Perfeito  | Cliente |
| 2019 | Minha Mãe é uma Peça 3 | Ana     |
| 2024 | Os Farofeiros 2        | Mara    |

## Teatro

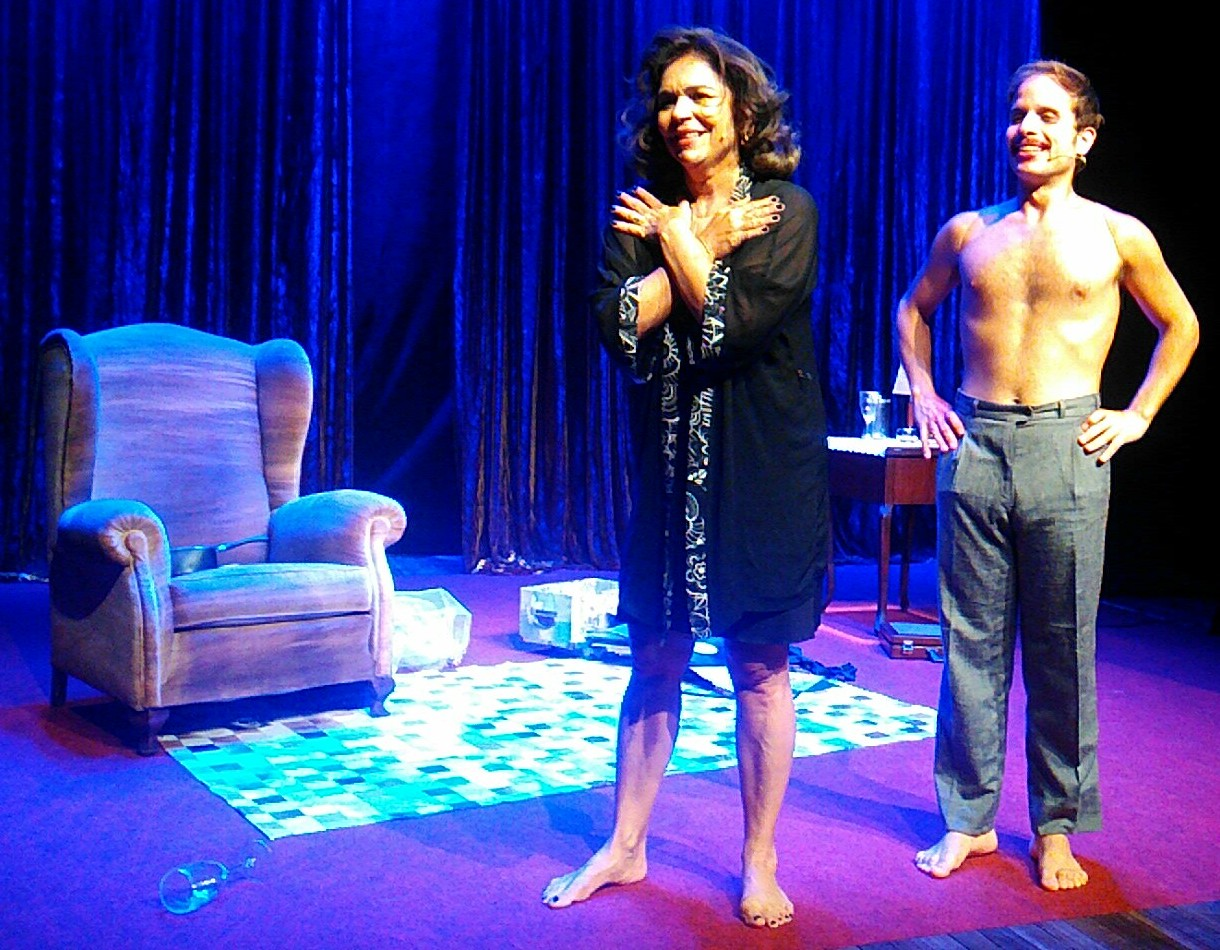
Rodrigues no palco ao lado de André Celant após apresentar o espetáculo ALZIRA POWER em Angra dos Reis (2020)

- 2019 – Company, direção de João Fonseca
- 2019 – Cole Porter, ele nunca disse que me amava, texto de Charles Möeller e Cláudio Botelho, direção de Charles Möeller
- 2018 – Romeu e Julieta, ao som de Marisa Monte, direção de Guilherme Leme
- 2017 – Solteira, Casada, Viúva, Divorciada, texto de Maria Adelaide Amaral, Luiz Arthur Nunes, Regiana Antonini e Noemi Marinho, direção de Alexandre Contini
- 2017–20– Emilinha, texto de Thereza Falcão, direção de Sueli Guerra
- 2016 – Como Eliminar seu Chefe, texto de Patricia Resnick, direção de Cláudio Figueira
- 2015 – Barbaridade, o Musical, direção de Alonso Barros
- 2015 – Talk Radio, texto de Eric Bogosian, direção de Maria Maya
- 2015 – Cazuza, pro Dia Nascer Feliz, texto de Aloísio de Abreu, direção de João Fonseca
- 2014 – Agnaldo Rayol, a Alma do Brasil, texto de Fátima Valença, direção de Roberto Bomtempo
- 2013 – Às Terças, texto de Marcelli Oliveira, direção de Alexandre Contini
- 2013 – O Tempo e os Conways, texto de J.B. Priestley, direção de Vera Fajardo
- 2010–12 – Emilinha e Marlene, as Rainhas do Rádio, texto de Thereza Falcão, direção de Antônio De Bonis
- 2007–10 – Ensina-me a Viver, texto de Colin Higgins, direção de João Falcão
- 2005–06 – Cristal Bacarach, texto e direção de Charles Möeller e Cláudio Botelho
- 2004 – A Presença de Guedes, texto de Miguel Paiva, direção de Irene Ravache
- 2003 – Suburbano Coração, texto de Naum Alves de Sousa, direção de Charles Möeller
- 2000–02 – Cole Porter, ele nunca disse que me amava, texto de Charles Möeller e Cláudio Botelho, direção de Charles Möeller
- 2000 – Cinderela, o musical, texto e direção de Eduardo Martini
- 2000 – Orgasmo Telepático, texto e direção de Regiana Antonini
- 1998–99 – O Abre Alas, 150 anos de Chiquinha Gonzaga, texto de Maria Adelaide Amaral, direção de Charles Möeller
- 1997 – Uma Professora Muito Maluquinha, texto de Ziraldo, adaptação de Vera Novello e Elvira Elena, direção de Marcello Caridade
- 1997 – Giovani, o musical, texto de James Baldwin, direção de Rogério Fabiano
- 1996 – Alô Madame, texto e direção de Marcelo Saback
- 1996 – Branca de Neve em Chicago, texto de Marcelo Saback, direção de Eduardo Martini
- 1992 – A Família Ducão, texto e direção de Marcelo Saback
- 1991 – Uma Dama e um Vagabundo, texto e direção de Marcelo Saback
- 1990 – Aladim, texto e direção de Marco Ortiz
- 1989 – Desenhos Animados, texto e direção de Paulo Afonso de Lima
- 1988 – Máscaras, encenação de Marcello Marques
- 1987 – Cenas Cariocas, texto de Gianfrancesco Guarnieri, Nelson Rodrigues e Machado de Assis, direção de Walmor Chagas
- 1986 – Amor, Humor, coletânia de poesias de Carlos Drummond de Andrade, Cecília Meireles, Manuel Bandeira e Fernando Pessoa, direção de Fernando Gomes
- 1985 – Pequenos Acidentes de Cama e Mesa, texto de Ricardo Meirelles, direção de Paulo César Medeiros
- 1984 – Liberdade, Liberdade, texto de Flávio Rangel e Millôr Fernandes
- 1983 – A Bruxinha Que Era Boa, texto de Maria Clara Machado, direção de Cida Ivas
- 1983 – Especulações em torno da palavra Homem, baseado em poema de Carlos Drummond de Andrade
- 1982 – Roda Viva, texto e direção de Cida Ivas[1]

## Prêmios e Indicações
| Ano  | Prêmio                                                        | Categoria                | Trabalho                        | Resultado | Ref    |
| ---- | ------------------------------------------------------------- | ------------------------ | ------------------------------- | --------- | ------ |
| 1996 | Troféu Mambembe                                               | Melhor Atriz Coadjuvante | Branca de Neve em Chicago       | Indicada  |        |
| 1997 | Troféu Mambembe                                               | Melhor Atriz             | Uma Professora Muito Maluquinha | Indicada  |        |
| 2014 | Prêmio APTR                                                   | Melhor Atriz             | Agnaldo Rayol, a Alma do Brasil | Indicada  |        |
| 2014 | Prêmio Cesgranrio                                             | Melhor Atriz             | Agnaldo Rayol, a Alma do Brasil | Indicada  |        |
| 2017 | Prêmio Cesgranrio                                             | Melhor Atriz de Musical  | Emilinha                        | Indicada  |        |
| 2018 | Prêmio Fita (Festa Internacional de Teatro de Angra dos Reis) | Melhor Atriz de Musical  | Emilinha                        | Venceu    | [ 9 ]  |
| 2019 | Prêmio APTR                                                   | Melhor Atriz Coadjuvante | Romeu e Julieta                 | Venceu    | [ 10 ] |

## Ligações Externas
- Stella Maria Rodrigues. no IMDb.